# Steve Fenwick
Steven Paul Fenwick, detto Steve (Caerphilly, 23 luglio 1951), è un ex rugbista a 15 e, per un breve periodo, anche a 13, internazionale gallese in entrambe le discipline; dopo la fine dell'attività ha intrapreso la carriera dirigenziale e ha lavorato per diverse aziende soprattutto nel ramo vendite e sviluppo del personale; vanta anche presenze in test match dei British Lions e inviti nei Barbarians.
Fenwick ha iniziato a giocare a rugby XV con il Bridgend RFC e ha fatto il suo esordio con il Galles il 18 gennaio 1975 contro la Francia. Dopo soli cinque minuti mise a segno una meta e finì la partita con 9 punti all'attivo. Nel 1977 prese parte al tour dei British Lions in Nuova Zelanda, giocando in tutti e quattro i test match. È stato inoltre capitano del Galles nella partita del centenario contro gli All Blacks nel 1980. Dopo aver giocato per l'ultima volta con la nazionale il 7 febbraio 1981 contro la Scozia, Fenwick è passato dal rugby a 15 al rugby a 13. Nella nuova disciplina ha giocato col club dei Blue Dragons, è stato convocato varie volte per la nazionale e ha stabilito alcuni record di punti.
Per la nazionale di rugby XV ha disputato in totale 30 partite, vincendo 4 Cinque Nazioni (1975, 1976, 1978, 1979) con 2 Grandi Slam (1976, 1978)